# (12568) Kuffner
(12568) Kuffner est un astéroïde de la ceinture principale.

## Description
(12568) Kuffner est un astéroïde de la ceinture principale. Il fut découvert le 11 novembre 1998 à Visnjan par Korado Korlević. Il présente une orbite caractérisée par un demi-grand axe de 3,06 UA, une excentricité de 0,06 et une inclinaison de 1,3° par rapport à l'écliptique.

## Compléments